# Porscha Coleman

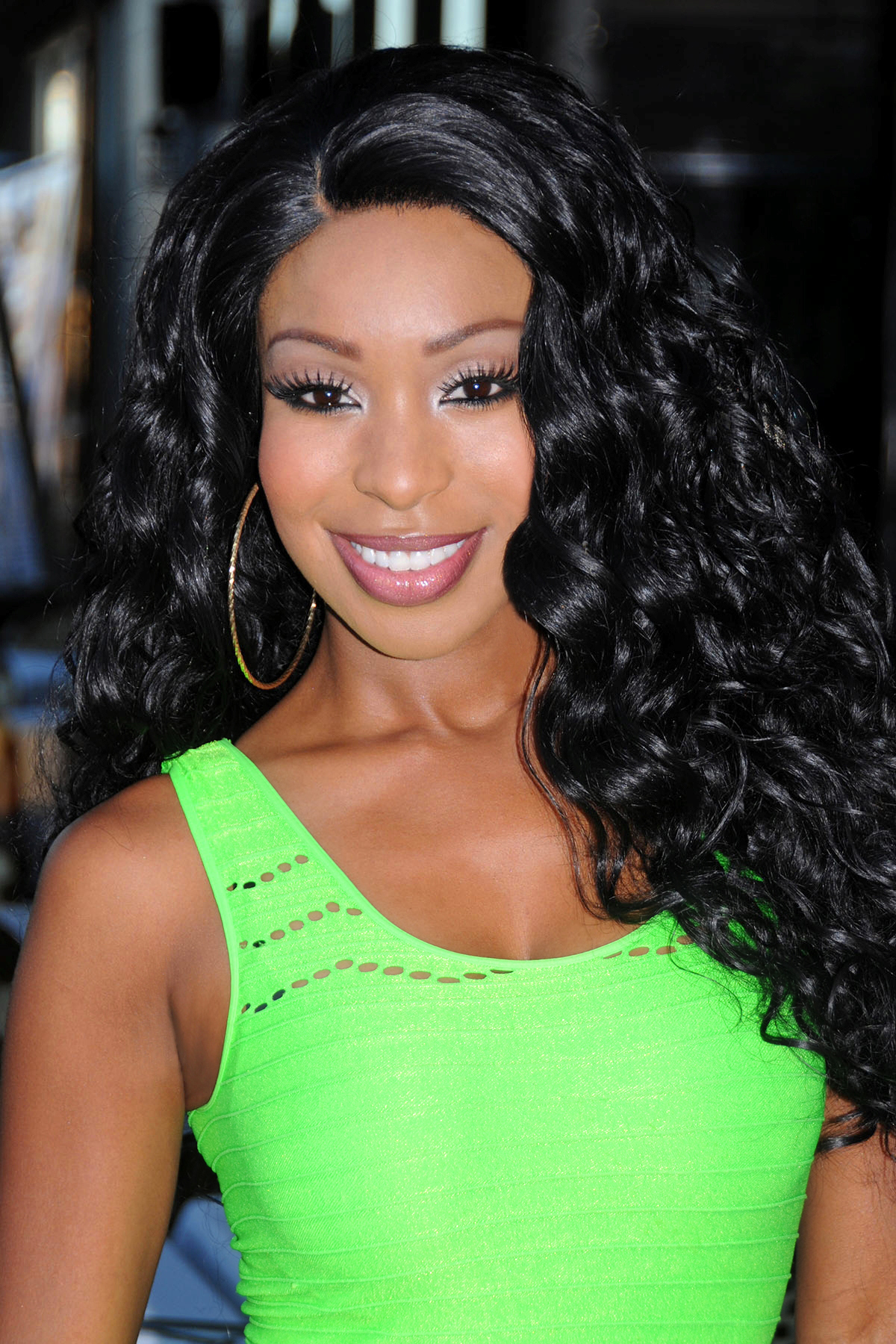
Porscha Coleman (2014)

Porscha Lee Coleman (* 12. Juli 1985 in Los Angeles, Los Angeles County, Kalifornien) ist eine US-amerikanische Schauspielerin, Sängerin und Fernsehmoderatorin.

## Leben
Coleman wurde am 12. Juli  1985 in Los Angeles als Tochter von  Betty Jean Coleman geboren. Sie hat einen Bruder. Neben ihrer Muttersprache Englisch spricht sie fließend Spanisch. Erste Schritte als Schauspielerin machte sie 1999, als sie jeweils in einer Episode der Fernsehserien The Gregory Hines Show und New York Cops – NYPD Blue mitwirkte. 2004 war sie im Fernsehfilm Der perfekte Rockstar in der Rolle der Rachel zu sehen. Wiederkehrende Rollen hatte sie Mitte der 2000er in den Fernsehserien Eine himmlische Familie und Las Vegas inne. 2021 spielte sie in fünf Episoden der Fernsehserie Paradiesstadt die Rolle der Gloria. Ebenfalls 2021 stellte sie in acht Episoden der Fernsehserie Dad Stop Embarrassing Me! eine der Hauptrollen als Chelsea Dixon dar. 2022 verkörperte sie im Tierhorrorfilm Maneater die Rolle der Sunny und war im selben Jahr in einer der Hauptrollen als Tisha im Film The Christmas Clapback zu sehen. Seit 2025 spielt sie die Rolle der Naomi in der Fernsehserie Divorced Sistas.
Von 2013 bis 2015 fungierte sie als Co-Fernsehmoderatorin der Sendung Hollywood Today Live.

## Filmografie (Auswahl)

### Schauspiel
- 1999: The Gregory Hines Show (Fernsehserie, Episode 1x17)
- 1999: New York Cops – NYPD Blue (NYPD Blue, Fernsehserie, Episode 6x12)
- 2000: Ein Hauch von Himmel (Touched by an Angel, Fernsehserie, Episode 7x07)
- 2001: Geena Davis (Fernsehserie, 2 Episoden)
- 2001: The Ellen Show (Fernsehserie, Episode 1x09)
- 2002: What’s Up, Dad? (My Wife and Kids, Fernsehserie, Episode 3x04)
- 2002: Trikot der Champions (The Jersey, Fernsehserie, Episode 3x06)
- 2002–2003: Boston Public (Fernsehserie, 2 Episoden)
- 2003: Die Parkers (The Parkers, Fernsehserie, 2 Episoden)
- 2004: Der perfekte Rockstar (Pixel Perfect, Fernsehfilm)
- 2004: 10-8: Officers on Duty (Fernsehserie, Episode 1x14)
- 2004: Woman Thou Art Loosed
- 2004: Eve (Fernsehserie, Episode 2x09)
- 2004–2005: Eine himmlische Familie (7th Heaven, Fernsehserie, 2 Episoden)
- 2005: Bones – Die Knochenjägerin (Bones, Fernsehserie, Episode 1x06)
- 2006: Dr. Dolittle 3
- 2006: Holy Fit (Kurzfilm)
- 2006: Entourage (Fernsehserie, Episode 3x10)
- 2006: Misconceptions (Fernsehserie, Episode 1x04)
- 2006–2007: Las Vegas (Fernsehserie, 2 Episoden)
- 2009: Janky Promoters
- 2010: The League (Fernsehserie, Episode 2x09)
- 2011: The Closer (Fernsehserie, Episode 7x01)
- 2012: Christmas in Compton
- 2012: New Girl (Fernsehserie, Episode 2x10)
- 2013: The Hustle (Fernsehserie, Episode 1x04)
- 2014: Silicon Valley (Fernsehserie, Episode 1x02)
- 2015: Switched at Birth (Fernsehserie, Episode 4x18)
- 2017: You Can’t Fight Christmas
- 2018: Gangland: The Musical
- 2019: Last Call (Fernsehserie, Episode 1x08)
- 2019: Ballers (Fernsehserie, Episode 5x03)
- 2019: In the Cut (Fernsehserie, Episode 5x12)
- 2020: Good Girls (Fernsehserie, 2 Episoden)
- 2021: Living the Lyrics (Fernsehserie)
- 2021: Paradiesstadt (Paradise City, Fernsehserie, 5 Episoden)
- 2021: Dad Stop Embarrassing Me! (Fernsehserie, 8 Episoden)
- 2022: Power Book IV: Force (Fernsehserie, Episode 3x07)
- 2022: Maneater
- 2022: The Christmas Clapback
- 2022: A Miracle Before Christmas
- 2023: Head Over Hill (Fernsehserie, 9 Episoden)
- 2023–2024: All American: Homecoming (Fernsehserie, 2 Episoden)
- 2024: Alexanderthetitan (Miniserie, Episode 3x02)
- 2024: Too Many Christmases
- seit 2025: Divorced Sistas (Fernsehserie)

### Produktion
- 2023: Head Over Hill (Fernsehserie, 10 Episoden)

### Musikvideos
- 2006: Gym Class Heroes: Cupid’s Chokehold, Version 2
- 2009: DJ Felli Fel Feat. Diddy, Akon, Ludacris, Lil Jon: Get Buck in Here
- 2010: T.I. Feat. Keri Hilson: Got Your Back

## Synchronisationen (Auswahl)
- 2019: Anthem (Computerspiel)